# Ebola (rijeka)
Ebola je rijeka u Demokratskoj Republici Kongu, glavni vodotok rijeke Mongala, koja je pritoka rijeke Kongo.
Po rijeci je nazvan Ebola virus, koji uzrokuje bolest ebola hemoragijska groznica tj. Ebolu.